# Anthopleura xanthogrammica
Espèce
Anthopleura xanthogrammica est une espèce d'anémones de mer de la famille des Actiniidae.
La diamètre et la hauteur de la colonne peuvent atteindre un maximum de 17,5 et 30 cm respectivement. La couronne de tentacules peut mesurer 25 cm de diamètre tandis que la colonne, elle-même, tend à être plus large à la base afin d'offrir une connexion plus stable sur les rochers.
Le disque oral a une large surface plane sans aucune rayure, bande ou autre marque.

## Coloration
Si A. xanthogrammica est exposé à des quantités adéquates de soleil, il peut paraître d'un vert brillant lorsqu'il est submergé.
Lorsqu'il n'est pas immergé, il apparaît vert foncé ou brun. C'est parce que l'anémone a tendance à se fermer et que la colonne qui est maintenant exposée est en fait vert foncé et légèrement brune mais les tentacules cachés et le disque oral sont vert clair.

## Tentacules
Les tentacules, courts et coniques, sont regroupés en six ou plusieurs lignes entourant le disque oral et peuvent être pointus ou émoussés à leur extrémité.

## Exploitation
anémone immobile, anthos : 'fleur'; pleura :'côté'; xanthos :'jaune' ; grammica :'ligne'.

## Longévité
La longévité a été estimée à 150 ans d'après K. P.Sebens1